# Pseudophengodes ruficollis
Pseudophengodes ruficollis är en skalbaggsart som först beskrevs av Victor Ivanovitsch Motschulsky 1854.  Pseudophengodes ruficollis ingår i släktet Pseudophengodes och familjen Phengodidae. Inga underarter finns listade i Catalogue of Life.